# Predigtstuhl (Blauberge)
Der Predigtstuhl ist ein 1562 m ü. NHN hoher Berg im Mangfallgebirge in Bayern.
Der wenig ausgeprägte höchste Punkt befindet sich nur ca. 100 m von der österreichischen Grenze entfernt auf bayrischem Gebiet und bildet das westliche Ende des Blauberggrates (manchmal wird der Schildenstein als westliches Ende angesehen).
Er kann einfach von der Blaubergalm aus erreicht werden.